# Migración guiada por humanos

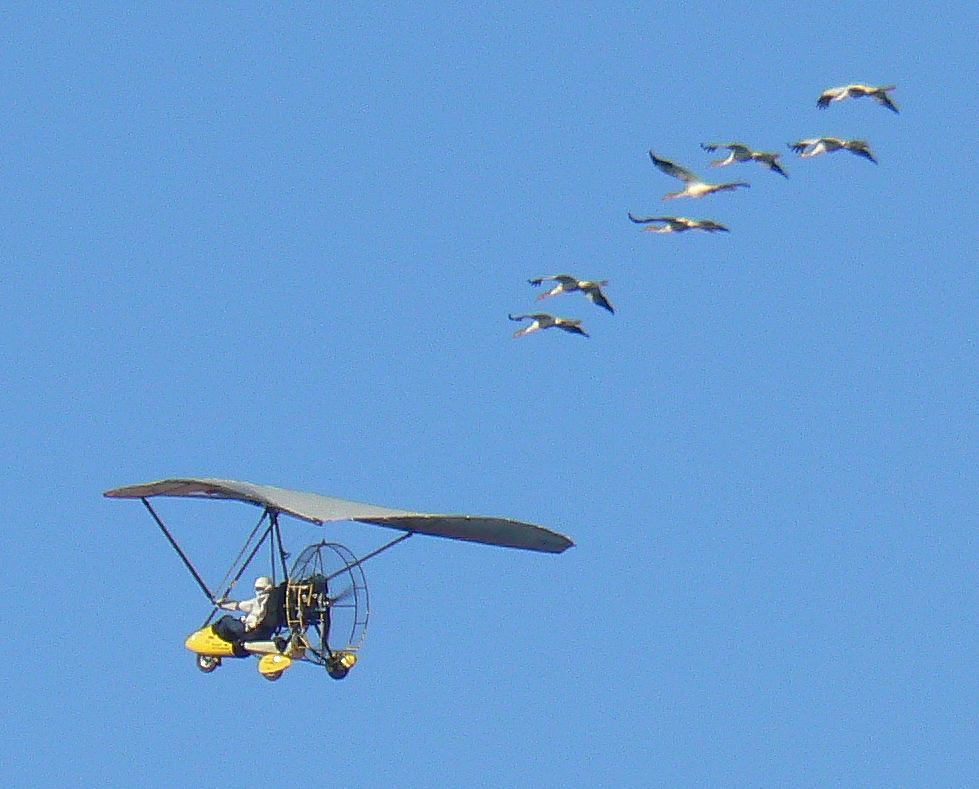
Grullas trompeteras juveniles completando su primera migración, desde Wisconsin hasta Florida en enero de 2009 siguiendo una nave ultraligera.

La migración guiada por humanos es un método de restablecimiento de rutas migratorias de aves criadas por seres humanos para su reintroducción en la naturaleza.
Es una técnica especialmente utilizada para especies en peligro de extinción en el que la pérdida de individuos y territorios han hecho desaparecer sus rutas migratorias. Para evitar su extinción se ha requerido la cría en cautividad, por lo que su posterior liberación al medio requiere la enseñanza de estas rutas a los juveniles.
Los juveniles criados a mano se han improntado con sus padres adoptivos, a los que siguen. Tras un periodo de entrenamiento de vuelo y de adaptación a las aeronaves y a su ruido, los juveniles acompañan volando a sus padres adoptivos hasta sus lugares de invernada.
Esta técnica se ha utilizado en aves como el ibis eremita o la grulla trompetera entre otras especies.